# Kalophrynus bunguranus
Kalophrynus bunguranus là một loài ếch trong họ Nhái bầu. Chúng là loài đặc hữu của Indonesia.
Các môi trường sống tự nhiên của chúng là các khu rừng ẩm ướt đất thấp nhiệt đới hoặc cận nhiệt đới và đầm nước ngọt có nước theo mùa.